# Głaźne Wrótka
Głaźne Wrótka (słow. Krivé sedlo, niem. Krummer Sattel, węg. Kőtáblás-kapu) – położona na wysokości ok. 2090 m przełęcz w grani głównej Tatr Wysokich, w odcinku zwanym Szpiglasową Granią. Znajduje się w niej pomiędzy Dziurawą Czubą (ok. 2155 m) a Głaźną Czubą (ok. 2095 m). Szpiglasową Granią biegnie granica polsko-słowacka. Północno-wschodnie stoki Głaźnych Wrótek opadają do polskiej Dolinki za Mnichem, południowo-zachodnie do słowackiej Doliny Ciemnosmreczyńskiej. 
Do 1963 roku przełączka nie posiadała nazwy. W tym roku Władysław Uchmański nazwał ją Przełączką nad Krzywe. W 1984 r. Witold Henryk Paryski w swoim szczegółowym przewodniku tatrzańskim zmienił nazwę na Głaźne Wrótka. Tę nazwę popiera również Władysław Cywiński. 
Jest to przełączka płytko wcięta w grań. Z Doliny za Mnichem prowadzi na nią droga wspinaczkowa. Powyżej skalnej ostrogi nad Stawem Staszica wiedzie przez piargi, potem wielkie, ale niezbyt strome i przecięte łukowatymi rynnami płyty. W górnej części przechodzą one w niewielki zachód. Możliwe jest przejście w górę dwoma wariantami (I lub II w skali tatrzańskiej). Pierwsze przejście II-wariantem: Urszula Gorczyńska i Bernard Uchmański 5 września 1963 r. Pierwszy zjazd narciarski z przełęczy: Michał Grapich i Tomasz Tarnowski w marcu 1986 r.

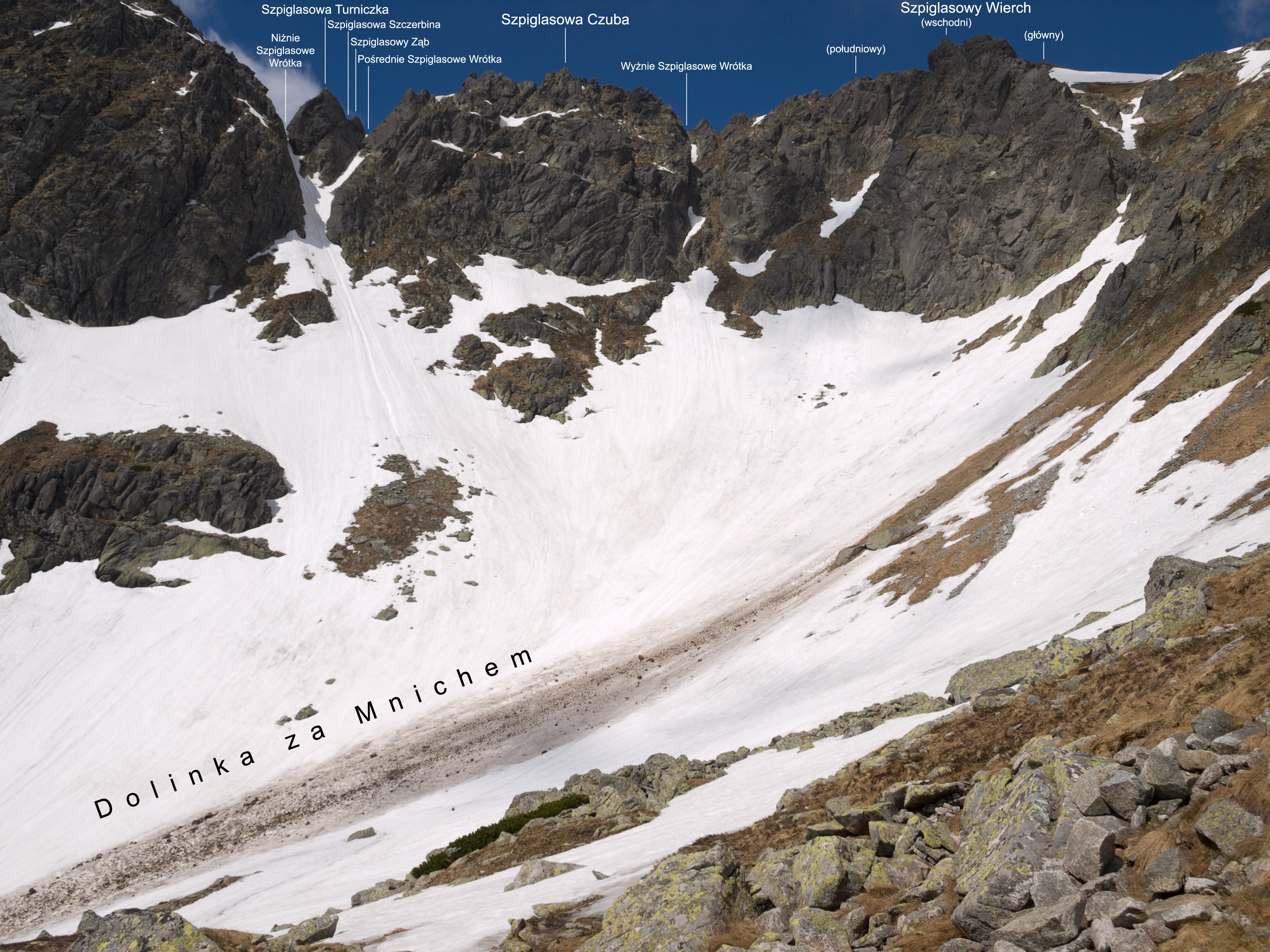
Widok z Dolinki za Mnichem

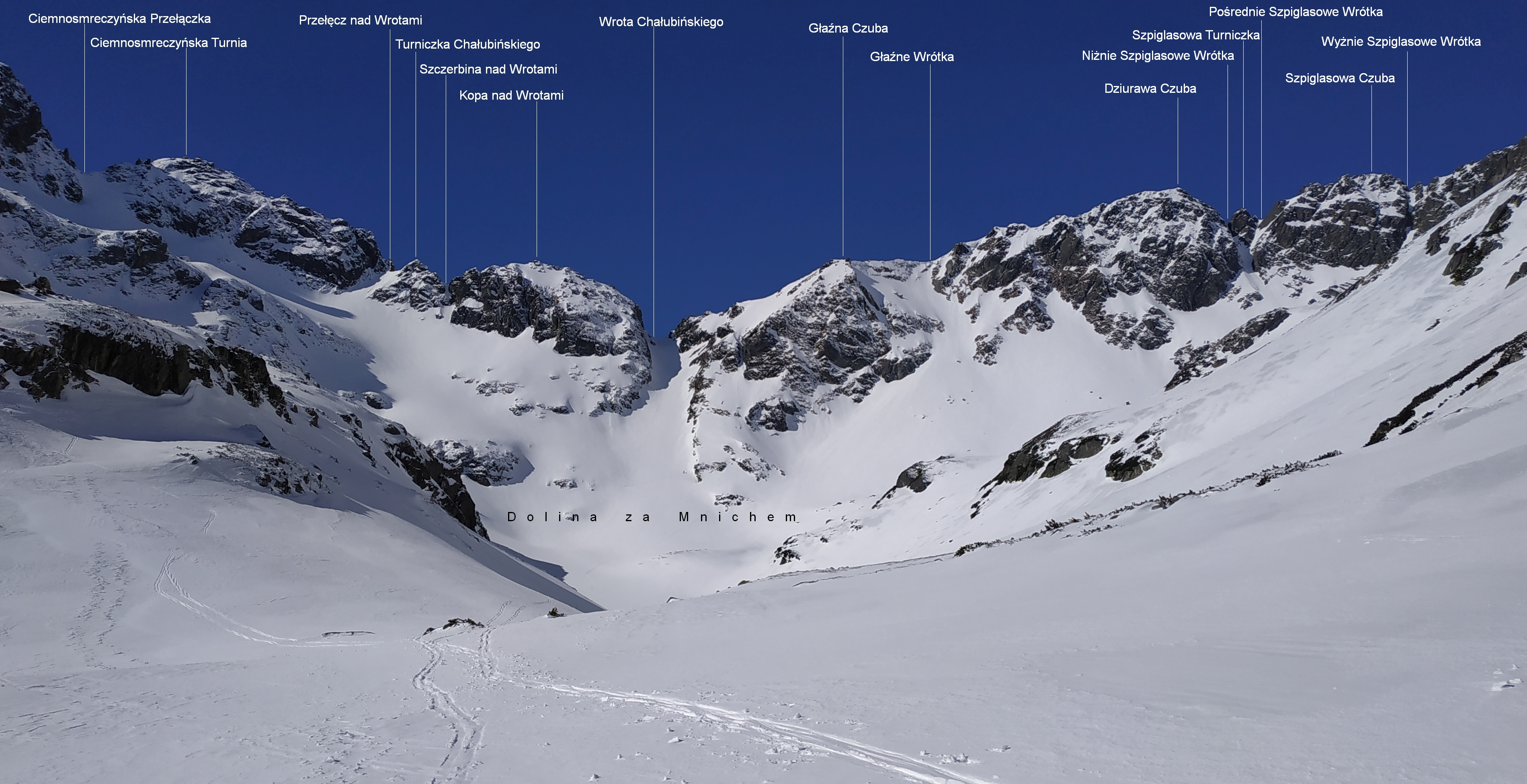
Widok z północnego wschodu

Do Doliny Ciemnosmreczyńskiej z Głaźnych Wrótek opada trawiasta depresja. Niżej lejkowato zwęża się i przekształca w stromą rynnę, z obu stron obramowaną stromymi ściankami. Po około 30 m rynna wypłaszcza się, a nad Wyżnim Ciemnosmreczyńskim Stawem przekształca w piarżysko. Jest to łatwa do przejścia droga, prawdopodobnie chodzono nią od dawna, jeszcze w czasach przedturystycznych.
Obecnie Szpiglasowa Grań i jej ściany są wyłączone z uprawiania turystyki i taternictwa. 